# 天祥寺 (墨田区)
天祥寺（てんしょうじ）は、東京都墨田区にある臨済宗妙心寺派の寺院。

## 概要
1624年（寛永元年）に創建された。現在の台東区にある海禅寺が兼帯する寺院として建てられ、当初の名称は「嶺松院」であった。
1693年（元禄6年）、平戸藩藩主松浦鎮信が海禅寺より嶺松院を譲り受け、盤珪国師を中興とした。
1716年（正徳6年）、近くに松嶺寺という寺号が類似する寺があり紛らわしいため、鎮信の戒名「天祥院殿慶厳徳祐大居士」から、「天祥寺」に改名した。

## 墓所
- 盤珪国師（開山）
- 松浦鎮信（開基、平戸藩主）
- 松浦静山
- 松浦靖子爵
- 生月鯨太左衛門（大相撲力士）

平戸藩のお抱え力士で、生前は天祥寺に住んでいた。

## 交通アクセス
- 本所吾妻橋駅より徒歩2分。